# 2009-es úszó-világbajnokság
A 2009-es úszó-világbajnokságot ("úszó-, hosszútávúszó-, műugró-, szinkronúszó- és vízilabda-világbajnokság") 2009. július 17. és augusztus 2. között rendezték meg Olaszország fővárosában, Rómában.

Róma 1994 után másodszor adott otthont az úszó-világbajnokságnak.
Összesen 65 versenyszámban avattak világbajnokot. Úszásban a férfiaknál és nőknél is egyaránt 20-20, hosszútávúszásban 3-3, műugrásban 5-5 versenyszámot rendeztek. Szinkronúszásban 7 versenyszámban hirdettek győztest. Vízilabdában a férfiaknál és a nőknél is 16-16 csapat mérkőzött a világbajnoki címért.
Az eseményen 185 ország 2556 sportolója vett részt, ami minden eddigi világbajnokságnál több résztvevőt jelentett.

## Helyszín
A 2009-ben rendezendő úszó-világbajnokság megrendezésére öt város adta be pályázatát. Ezek a következők voltak (betűrendben):
- Athén (Görögország)
- Dubaj (Egyesült Arab Emírségek)
- Jokohama (Japán)
- Moszkva (Oroszország)
- Róma (Olaszország)

A Nemzetközi Úszószövetség (FINA) 2005. július 16-án jelentette be, hogy a 2009-es világbajnokságot Róma rendezheti meg.
A világbajnokság megrendezésére eredetileg Budapest is jelezte szándékát, azonban később visszalépett.

## Magyar sportolók eredményei

### Érmesek
| Érem      | Versenyző      | Versenyszám | Versenyszám                | Dátum        |
| --------- | -------------- | ----------- | -------------------------- | ------------ |
| Aranyérem | Gyurta Dániel  | úszás       | férfi 200 m-es mellúszás   | július 31.   |
| Aranyérem | Hosszú Katinka | úszás       | női 400 m-es vegyesúszás   | augusztus 2. |
| Ezüstérem | Cseh László    | úszás       | férfi 200 m-es vegyesúszás | július 30.   |
| Bronzérem | Cseh László    | úszás       | férfi 400 m-es vegyesúszás | augusztus 2. |
| Bronzérem | Hosszú Katinka | úszás       | női 200 m-es vegyesúszás   | július 27.   |
| Bronzérem | Hosszú Katinka | úszás       | női 200 m-es pillangóúszás | július 30.   |

## Éremtáblázat
Jelmagyarázat:
| Olaszország (rendező ország) | Magyarország |

|          | Nemzet                  | Arany | Ezüst | Bronz | Összesen |
| 1.       | Egyesült Államok        | 11    | 11    | 7     | 29       |
| 2.       | Kína                    | 11    | 7     | 11    | 29       |
| 3.       | Oroszország             | 8     | 8     | 4     | 20       |
| 4.       | Németország             | 7     | 4     | 1     | 12       |
| 5.       | Ausztrália              | 4     | 5     | 10    | 19       |
| 6.       | Nagy-Britannia          | 4     | 3     | 2     | 9        |
| 7.       | Olaszország             | 4     | 1     | 5     | 10       |
| 8.       | Szerbia                 | 3     | 1     | 0     | 4        |
| 9.       | Magyarország            | 2     | 1     | 3     | 6        |
| 10.      | Brazília                | 2     | 1     | 1     | 4        |
| 11.      | Dél-afrikai Köztársaság | 2     | 0     | 3     | 5        |
| 12.      | Spanyolország           | 1     | 7     | 3     | 11       |
| 13.      | Japán                   | 1     | 2     | 1     | 4        |
| 14.      | Tunézia                 | 1     | 2     | 0     | 3        |
| 15.      | Dánia                   | 1     | 1     | 0     | 2        |
| 15.      | Svédország              | 1     | 1     | 0     | 2        |
| 15.      | Zimbabwe                | 1     | 1     | 0     | 2        |
| 18.      | Hollandia               | 1     | 0     | 1     | 2        |
| 19.      | Mexikó                  | 1     | 0     | 0     | 1        |
| 20.      | Kanada                  | 0     | 4     | 5     | 9        |
| 21.      | Franciaország           | 0     | 3     | 3     | 6        |
| 22.      | Görögország             | 0     | 1     | 0     | 1        |
| 22.      | Lengyelország           | 0     | 1     | 0     | 1        |
| 24.      | Ausztria                | 0     | 0     | 1     | 1        |
| 24.      | Horvátország            | 0     | 0     | 1     | 1        |
| 24.      | Kuba                    | 0     | 0     | 1     | 1        |
| 24.      | Litvánia                | 0     | 0     | 1     | 1        |
| 24.      | Malajzia                | 0     | 0     | 1     | 1        |
| 24.      | Norvégia                | 0     | 0     | 1     | 1        |
| 24.      | Románia                 | 0     | 0     | 1     | 1        |
| Összesen | Összesen                | 65    | 65    | 67    | 197      |

- A férfi 200 méteres mellúszásban 2 bronzérmet osztottak ki, 4. helyezett nem volt.

## Program
| ● | Nyitóünnepség | ● | Versenyszámok | ● | Döntők | ● | Záróünnepség | F | Férfi mérkőzések | N | Női mérkőzések |

| Július/Augusztus | 17 | 18 | 19 | 20 | 21 | 22 | 23 | 24 | 25 | 26 | 27 | 28 | 29 | 30 | 31 | 1 | 2 | Ö  |
| ---------------- | -- | -- | -- | -- | -- | -- | -- | -- | -- | -- | -- | -- | -- | -- | -- | - | - | -- |
| Ünnepségek       |    | ●  |    |    |    |    |    |    |    |    |    |    |    |    |    |   | ● |    |
| Úszás            |    |    |    |    |    |    |    |    |    | 4  | 4  | 5  | 4  | 5  | 5  | 6 | 7 | 40 |
| Hosszútávúszás   |    |    |    |    | 2  | 2  |    |    | 2  |    |    |    |    |    |    |   |   | 6  |
| Műugrás          | 1  | 2  | 2  |    | 2  |    | 1  | 1  | 1  |    |    |    |    |    |    |   |   | 10 |
| Szinkronúszás    |    |    | 1  | 1  | 1  | 1  | 1  | 1  | 1  |    |    |    |    |    |    |   |   | 7  |
| Vízilabda        |    |    | N  | F  | N  | F  | N  | F  | N  | F  | N  | F  | N  | F  | N  | F |   | 2  |
| Döntők           | 1  | 2  | 3  | 1  | 5  | 3  | 2  | 2  | 4  | 4  | 4  | 5  | 4  | 5  | 6  | 7 | 7 | 65 |

## Eredmények
- WR – világrekord (World Record)
- CR – világbajnoki rekord (világbajnokságokon elért eddigi legjobb eredmény) (Championship Record)

### Úszás

#### Férfi
| Versenyszám                                   | Arany                                                                             | Arany      | Ezüst                                                                                      | Ezüst    | Bronz                                                                                | Bronz    |
| --------------------------------------------- | --------------------------------------------------------------------------------- | ---------- | ------------------------------------------------------------------------------------------ | -------- | ------------------------------------------------------------------------------------ | -------- |
| 50 m-es gyorsúszás Döntő: augusztus 1.        | César Cielo Filho · Brazília                                                      | 21,08 CR   | Frédérick Bousquet · Franciaország                                                         | 21,21    | Amaury Leveaux · Franciaország                                                       | 21,25    |
| 100 m-es gyorsúszás Döntő: július 30.         | César Cielo Filho · Brazília                                                      | 46,91 WR   | Alain Bernard · Franciaország                                                              | 47,12    | Frédérick Bousquet · Franciaország                                                   | 47,25    |
| 200 m-es gyorsúszás Döntő: július 28.         | Paul Biedermann · Németország                                                     | 1.42,00 WR | Michael Phelps · Egyesült Államok                                                          | 1:43,22  | Danyila Izotov · Oroszország                                                         | 1:43,90  |
| 400 m-es gyorsúszás Döntő: július 26.         | Paul Biedermann · Németország                                                     | 3:40,07 WR | Uszáma el-Mellúli · Tunézia                                                                | 3:41,11  | Csang Lin · Kína                                                                     | 3:41,35  |
| 800 m-es gyorsúszás Döntő: július 29.         | Csang Lin · Kína                                                                  | 7:32,12 WR | Uszáma el-Mellúli · Tunézia                                                                | 7:35,27  | Ryan Cochrane · Kanada                                                               | 7:41,92  |
| 1500 m-es gyorsúszás Döntő: augusztus 2.      | Uszáma el-Mellúli · Tunézia                                                       | 14:37,28   | Ryan Cochrane · Kanada                                                                     | 14:41,38 | Szun Jang · Kína                                                                     | 14:46,84 |
|                                               |                                                                                   |            |                                                                                            |          |                                                                                      |          |
| 50 m-es hátúszás Döntő: augusztus 2.          | Liam Tancock · Egyesült Királyság                                                 | 24,04 WR   | Koga Dzsunja · Japán                                                                       | 24,24    | Gerhard Zandberg · Dél-afrikai Köztársaság                                           | 24,34    |
| 100 m-es hátúszás Döntő: július 28.           | Koga Dzsunja · Japán                                                              | 52,26      | Helge Meeuw · Németország                                                                  | 52,54    | Aschwin Wildeboer · Spanyolország                                                    | 52,64    |
| 200 m-es hátúszás Döntő: július 31.           | Aaron Peirsol · Egyesült Államok                                                  | 1:51,92 WR | Irie Rjószuke · Japán                                                                      | 1:52,51  | Ryan Lochte · Egyesült Államok                                                       | 1:53,82  |
|                                               |                                                                                   |            |                                                                                            |          |                                                                                      |          |
| 50 m-es mellúszás Döntő: július 29.           | Cameron van der Burgh · Dél-afrikai Köztársaság                                   | 26,67 WR   | Felipe Franca Silva · Brazília                                                             | 26,76    | Mark Gangloff · Egyesült Államok                                                     | 26,86    |
| 100 m-es mellúszás Döntő: július 27.          | Brenton Rickard · Ausztrália                                                      | 58,58 WR   | Hugues Duboscq · Franciaország                                                             | 58,64    | Cameron Van der Burgh · Dél-afrikai Köztársaság                                      | 58,95    |
| 200 m-es mellúszás Döntő: július 31.          | Gyurta Dániel · Magyarország                                                      | 2:07,64    | Eric Shanteau · Egyesült Államok                                                           | 2:07,65  | Giedrius Titenis · Litvánia · Christian Sprenger · Ausztrália                        | 2:07,80  |
|                                               |                                                                                   |            |                                                                                            |          |                                                                                      |          |
| 50 m-es pillangóúszás Döntő: július 27.       | Milorad Čavić · Szerbia                                                           | 22,67 CR   | Matthew Targett · Ausztrália                                                               | 22,73    | Rafael Muñoz · Spanyolország                                                         | 22,88    |
| 100 m-es pillangóúszás Döntő: augusztus 1.    | Michael Phelps · Egyesült Államok                                                 | 49,82 WR   | Milorad Čavić · Szerbia                                                                    | 49,95    | Rafael Muñoz · Spanyolország                                                         | 50,41    |
| 200 m-es pillangóúszás Döntő: július 29.      | Michael Phelps · Egyesült Államok                                                 | 1:51,51 WR | Pawel Korzeniowski · Lengyelország                                                         | 1:53,23  | Macuda Takesi · Japán                                                                | 1:53,32  |
|                                               |                                                                                   |            |                                                                                            |          |                                                                                      |          |
| 200 m-es vegyesúszás Döntő: július 30.        | Ryan Lochte · Egyesült Államok                                                    | 1:54,10 WR | Cseh László · Magyarország                                                                 | 1:55,24  | Eric Shanteau · Egyesült Államok                                                     | 1:55,36  |
| 400 m-es vegyesúszás Döntő: augusztus 2.      | Ryan Lochte · Egyesült Államok                                                    | 4:07,01    | Scott Tyler Clary · Egyesült Államok                                                       | 4:07,31  | Cseh László · Magyarország                                                           | 4:07,37  |
|                                               |                                                                                   |            |                                                                                            |          |                                                                                      |          |
| 4 × 100 m-es gyorsváltó Döntő: július 26.     | Egyesült Államok · Michael Phelps · Ryan Lochte · Matthew Grevers · Nathan Adrian | 3:09,21 CR | Oroszország · Jevgenyij Lagunov · Andrej Grecsin · Danyila Izotov · Jevgenyij Korotiskin   | 3:09,52  | Franciaország · Fabien Gilot · Alain Bernard · Grégory Mallet · Frédérick Bousquet   | 3:09,89  |
| 4 × 200 m-es gyorsváltó Döntő: július 31.     | Egyesült Államok · Michael Phelps · Ricky Berens · David Walters · Ryan Lochte    | 6:58,55 WR | Oroszország · Nyikita Lobincev · Mihail Poliscsuk · Danyila Izotov · Alekszandr Szuhorukov | 6:59,15  | Ausztrália · Kenrick Monk · Robert Hurley · Tommaso D’Orsogna · Patrick Murphy       | 7:01,65  |
| 4 × 100 m-es vegyes váltó Döntő: augusztus 2. | Egyesült Államok · Aaron Peirsol · Eric Shanteau · Michael Phelps · David Walters | 3:27,28 WR | Németország · Helge Meeuw · Hendrik Feldwehr · Benjamin Starke · Paul Biedermann           | 3:28,58  | Ausztrália · Ashley Delaney · Brenton Rickard · Andrew Lauterstein · Matthew Targett | 3:28,64  |
|                                               |                                                                                   |            |                                                                                            |          |                                                                                      |          |

#### Női
| Versenyszám                                   | Arany                                                                                    | Arany       | Ezüst                                                                                | Ezüst    | Bronz                                                                                        | Bronz    |
| --------------------------------------------- | ---------------------------------------------------------------------------------------- | ----------- | ------------------------------------------------------------------------------------ | -------- | -------------------------------------------------------------------------------------------- | -------- |
| 50 m-es gyorsúszás Döntő: augusztus 2.        | Britta Steffen · Németország                                                             | 23,73 WR    | Therese Alshammar · Svédország                                                       | 23,88    | Cate Campbell · Ausztrália                                                                   | 23,99    |
| 100 m-es gyorsúszás Döntő: július 31.         | Britta Steffen · Németország                                                             | 52,07 WR    | Fran Halsall · Egyesült Királyság                                                    | 52,87    | Lisbeth Trickett · Ausztrália                                                                | 52,93    |
| 200 m-es gyorsúszás Döntő: július 29.         | Federica Pellegrini · Olaszország                                                        | 1:52,98 WR  | Allison Schmitt · Egyesült Államok                                                   | 1:54,96  | Dana Vollmer · Egyesült Államok                                                              | 1:55,64  |
| 400 m-es gyorsúszás Döntő: július 26.         | Federica Pellegrini · Olaszország                                                        | 3:59,15 WR  | Joanne Jackson · Egyesült Királyság                                                  | 4:00,60  | Rebecca Adlington · Egyesült Királyság                                                       | 4:00,79  |
| 800 m-es gyorsúszás Döntő: augusztus 1.       | Lotte Friis · Dánia                                                                      | 8:15,92 CR  | Joanne Jackson · Egyesült Királyság                                                  | 8:16,66  | Alessia Filippi · Olaszország                                                                | 8:17,21  |
| 1500 m-es gyorsúszás Döntő: július 28.        | Alessia Filippi · Olaszország                                                            | 15:44,93 CR | Lotte Friis · Dánia                                                                  | 15:46,30 | Camelia Alina Potec · Románia                                                                | 15:55,63 |
|                                               |                                                                                          |             |                                                                                      |          |                                                                                              |          |
| 50 m-es hátúszás Döntő: július 30.            | Zsao Csing · Kína                                                                        | 27,06 WR    | Daniela Samulski · Németország                                                       | 27,23    | Gao Csang · Kína                                                                             | 27,28    |
| 100 m-es hátúszás Döntő: július 28.           | Gemma Spofforth · Egyesült Királyság                                                     | 58,12 WR    | Anasztaszia Zueva · Oroszország                                                      | 58,18    | Emily Seebohm · Ausztrália                                                                   | 58,88    |
| 200 m-es hátúszás Döntő: augusztus 1.         | Kirsty Coventry · Zimbabwe                                                               | 2:04,81 WR  | Anasztaszia Zueva · Oroszország                                                      | 2:04,94  | Elizabeth Beisel · Egyesült Államok                                                          | 2:06,39  |
|                                               |                                                                                          |             |                                                                                      |          |                                                                                              |          |
| 50 m-es mellúszás Döntő: augusztus 2.         | Julija Efimova · Oroszország                                                             | 30,09 WR    | Rebecca Soni · Egyesült Államok                                                      | 30,11    | Sarah Katsoulis · Ausztrália                                                                 | 30,16    |
| 100 m-es mellúszás Döntő: július 28.          | Rebecca Soni · Egyesült Államok                                                          | 1:04,93     | Julija Efimova · Oroszország                                                         | 1:05,41  | Kasey Carlson · Egyesült Államok                                                             | 1:05,75  |
| 200 m-es mellúszás Döntő: július 31.          | Nadja Higl · Szerbia                                                                     | 2:21,62     | Annamay Pierse · Kanada                                                              | 2:21,84  | Mirna Jukić · Ausztria                                                                       | 2:21,97  |
|                                               |                                                                                          |             |                                                                                      |          |                                                                                              |          |
| 50 m-es pillangóúszás Döntő: augusztus 1.     | Marieke Guehrer · Ausztrália                                                             | 25,48       | Zsuo Jafej · Kína                                                                    | 25,57    | Ingvild Snildal · Norvégia                                                                   | 25,58    |
| 100 m-es pillangóúszás Döntő: július 27.      | Sarah Sjöström · Svédország                                                              | 56,06 WR    | Jessicah Schipper · Ausztrália                                                       | 56,23    | Csiao Lijang · Kína                                                                          | 56,86    |
| 200 m-es pillangóúszás Döntő: július 30.      | Jessicah Schipper · Ausztrália                                                           | 2:03,41 WR  | Liu Ce-ko · Kína                                                                     | 2:03,90  | Hosszú Katinka · Magyarország                                                                | 2:04,28  |
|                                               |                                                                                          |             |                                                                                      |          |                                                                                              |          |
| 200 m-es vegyesúszás Döntő: július 27.        | Ariana Kukors · Egyesült Államok                                                         | 2:06,15 WR  | Stephanie Rice · Ausztrália                                                          | 2:07,03  | Hosszú Katinka · Magyarország                                                                | 2:07,46  |
| 400 m-es vegyesúszás Döntő: augusztus 2.      | Hosszú Katinka · Magyarország                                                            | 4:30,31 CR  | Kirsty Coventry · Zimbabwe                                                           | 4:32,12  | Stephanie Rice · Ausztrália                                                                  | 4:32,29  |
|                                               |                                                                                          |             |                                                                                      |          |                                                                                              |          |
| 4 × 100 m-es gyorsváltó Döntő: július 26.     | Hollandia · Inge Dekker · Ranomi Kromowidjojo · Frederike Heemskerk · Magdalena Veldhuis | 3:31,72 WR  | Németország · Britta Steffen · Daniela Samulski · Petra Dallmann · Daniela Schreiber | 3:31,83  | Ausztrália · Lisbeth Trickett · Marieke Guehrer · Shayne Reese · Felicity Galvez             | 3:33,01  |
| 4 × 200 m-es gyorsváltó Döntő: július 30.     | Kína · Jang Ju · Zsu Csian Vej · Liu Jing · Pang Jiajing                                 | 7:42,08 WR  | Egyesült Államok · Dana Vollmer · Lacey Nymeyer · Ariana Kukors · Allison Schmitt    | 7:42,56  | Egyesült Királyság · Joanne Jackson · Jazmin Carlin · Caitlin McClatchey · Rebecca Adlington | 7:45,51  |
| 4 × 100 m-es vegyes váltó Döntő: augusztus 1. | Kína · Zsao Csing · Csen Huijia · Csiao Liujang · Li Zsesi                               | 3:52,19 WR  | Ausztrália · Emily Seebohm · Sarah Katsoulis · Jessicah Schipper · Lisbeth Trickett  | 3:52,58  | Németország · Daniela Samulski · Sarah Poewe · Annika Mehlhorn · Britta Steffen              | 3:55,79  |
|                                               |                                                                                          |             |                                                                                      |          |                                                                                              |          |

### Hosszútávúszás

#### Férfi
| Versenyszám                               | Arany                       | Arany     | Ezüst                             | Ezüst     | Bronz                              | Bronz     |
| ----------------------------------------- | --------------------------- | --------- | --------------------------------- | --------- | ---------------------------------- | --------- |
| 5 km-es hosszútávúszás Döntő: július 21.  | Thomas Lurz · Németország   | 56:26,9   | Szpirídon Janiótisz · Görögország | 56:27,2   | Chad Ho · Dél-afrikai Köztársaság  | 56:41,9   |
| 10 km-es hosszútávúszás Döntő: július 25. | Thomas Lurz · Németország   | 1:52:06,9 | Andrew Gemmell · Egyesült Államok | 1:52:08,3 | Francis Crippen · Egyesült Államok | 1:52:10,7 |
| 25 km-es hosszútávúszás Döntő: július 25. | Valerio Cleri · Olaszország | 5:26:31,6 | Trent Grimsey · Ausztrália        | 5:26:50,7 | Vlagyimir Diatcsin · Oroszország   | 5:29:29,3 |

#### Női
| Versenyszám                               | Arany                                | Arany     | Ezüst                                    | Ezüst     | Bronz                          | Bronz     |
| ----------------------------------------- | ------------------------------------ | --------- | ---------------------------------------- | --------- | ------------------------------ | --------- |
| 5 km-es hosszútávúszás Döntő: július 21.  | Melissa Gorman · Ausztrália          | 56:55,8   | Larisza Ilcsenko · Oroszország           | 56:56,3   | Poliana Okimoto · Brazília     | 56:59,3   |
| 10 km-es hosszútávúszás Döntő: július 25. | Keri-Anne Payne · Egyesült Királyság | 2:01:37,1 | Jekatyerina Szeliversztova · Oroszország | 2:01:38,0 | Martina Grimaldi · Olaszország | 2:01:38,6 |
| 25 km-es hosszútávúszás Döntő: július 25. | Angela Maurer · Németország          | 5:47:48,0 | Anna Uvarova · Oroszország               | 5:47:51,9 | Federica Vitale · Olaszország  | 5:47:52,7 |

### Műugrás

#### Férfi
| Versenyszám                             | Arany                             | Arany  | Ezüst                                            | Ezüst  | Bronz                                                             | Bronz  |
| --------------------------------------- | --------------------------------- | ------ | ------------------------------------------------ | ------ | ----------------------------------------------------------------- | ------ |
| 1 m-es műugrás Döntő: július 17.        | Csin Kaj · Kína                   | 449,00 | Csang Hszin-hua · Kína                           | 445,90 | Matthew Mitcham · Ausztrália                                      | 440,20 |
| 3 m-es műugrás Döntő: július 23.        | Csong He · Kína                   | 505,20 | Troy Dumais · Egyesült Államok                   | 498,40 | Alexandre Despatie · Kanada                                       | 490,30 |
| 10 m-es toronyugrás Döntő: július 21.   | Thomas Daley · Egyesült Királyság | 539,85 | Csiu Po · Kína                                   | 532,20 | Csuo Lu-hszin · Kína                                              | 530,55 |
| 3 m-es szinkronugrás Döntő: július 18.  | Kína · Csin Kaj · Vang Feng       | 467,94 | Egyesült Államok · Troy Dumais · Kristian Ipsen  | 445,59 | Kanada · Alexandre Despatie · Reuben Ross                         | 428,64 |
| 10 m-es szinkronugrás Döntő: július 25. | Kína · Huo Liang · Lin Jue        | 482,58 | Egyesült Államok · David Boudia · Thomas Finchum | 456,84 | Kuba · José Antonio Guerra Oliva · Jeinkler Ernesto Aguirre Manso | 456,60 |

#### Női
| Versenyszám                             | Arany                                 | Arany  | Ezüst                                                    | Ezüst  | Bronz                                                  | Bronz  |
| --------------------------------------- | ------------------------------------- | ------ | -------------------------------------------------------- | ------ | ------------------------------------------------------ | ------ |
| 1 m-es műugrás Döntő: július 19.        | Julija Pahalina · Oroszország         | 325,05 | Vu Min-hszia · Kína                                      | 311,90 | Vang Han · Kína                                        | 303,95 |
| 3 m-es műugrás Döntő: július 21.        | Kuo Csing-csing · Kína                | 388,20 | Emilie Heymans · Kanada                                  | 346,45 | Tania Cagnotto · Olaszország                           | 341,25 |
| 10 m-es toronyugrás Döntő: július 18.   | Paola Espinosa · Mexikó               | 428,25 | Csen Zso-lin · Kína                                      | 417,60 | Kang Li · Kína                                         | 410,35 |
| 3 m-es szinkronugrás Döntő: július 24.  | Kína · Kuo Csing-csing · Vu Min-hszia | 348,00 | Olaszország · Tania Cagnotto · Francesca Dallapé         | 329,70 | Oroszország · Julia Pahalina · Anasztaszia Pozdnyakova | 310,80 |
| 10 m-es szinkronugrás Döntő: július 19. | Kína · Csen Zso-lin · Vang Hszin      | 369,18 | Egyesült Államok · Mary Beth Dunnichay · Haley Ishimatsu | 324,66 | Malajzia · Mun Yee Leong · Pandelela Rinong Pamg       | 321,66 |

### Szinkronúszás
| Versenyszám                             | Arany                                                    | Arany  | Ezüst                                          | Ezüst  | Bronz                                | Bronz  |
| --------------------------------------- | -------------------------------------------------------- | ------ | ---------------------------------------------- | ------ | ------------------------------------ | ------ |
| Egyéni rövid program Döntő: július 20.  | Natalia Iscsenko · Oroszország                           | 98,667 | Gemma Mengual · Spanyolország                  | 97,833 | M. P. Bourdeau-Gagnon · Kanada       | 96,000 |
| Egyéni szabad program Döntő: július 23. | Natalia Iscsenko · Oroszország                           | 98,833 | Gemma Mengual · Spanyolország                  | 98,333 | Beatrice Adelizzi · Olaszország      | 95,500 |
| Páros rövid program Döntő: július 21.   | Oroszország · Anasztaszija Davidova · Szvetlana Romasina | 98,667 | Spanyolország · Andrea Fuentes · Gemma Mengual | 97,333 | Kína · Jiang Tingting · Jiang Wenwen | 95,667 |
| Páros szabad program Döntő: július 24.  | Oroszország · Anasztaszia Davidova · Szvetlana Romasina  | 98,833 | Spanyolország · Andrea Fuentes · Gemma Mengual | 98,333 | Kína · Jiang Tingting · Jiang Wenwen | 97,000 |
| Csapat rövid program Döntő: július 19.  | Oroszország                                              | 98,833 | Spanyolország                                  | 97,833 | Kína                                 | 96,667 |
| Csapat szabad program Döntő: július 25. | Oroszország ·                                            | 99,167 | Spanyolország ·                                | 98,167 | Kína ·                               | 97,167 |
| Kombinációs kűr Döntő: július 22.       | Spanyolország ·                                          | 98,333 | Kína ·                                         | 97,667 | Kanada ·                             | 96,167 |

### Vízilabda
| Versenyszám               | Arany            | Ezüst         | Bronz        |
| ------------------------- | ---------------- | ------------- | ------------ |
| Férfi Döntő: augusztus 1. | Szerbia          | Spanyolország | Horvátország |
| Női Döntő: július 31.     | Egyesült Államok | Kanada        | Oroszország  |